# Савелий
Саве́лий — мужское имя. Существуют две версии происхождения имени. По одной версии, оно возводится к имени Саул (Савл) (от ивр. שָׁאוּל‎ Шауль, буквально «испрошенный [у Бога]»). Другая версия исходит от греческого варианта (греч. Σαβελλιος, Σαβελλος < лат. Sabellus) в значении сабинский. От этого имени произошли фамилии Савельев, Савеличев и Савёлов.
На Руси имя появилось с христианством из Византии. Согласно В. А. Никонову, к 1980-м годам в СССР имя вышло из употребления.
Именины: 30 июня.

## Известные носители
Савелий Балабанов — стольник российского императора Петра I.
Савелий Зайденберг (1862–1942) — русский живописец.
Савелий Крамаров (13 октября 1934, Баумановский район Москвы — 6 июня 1995, Сан-Франциско) — советский и американский актёр театра и кино комедийного плана, Заслуженный артист РСФСР (28.03.1974). Биография Савелия Крамарова.
Савелий Тартаковер (21 февраля 1887 — 4 февраля 1956) -  русский, польский и французский шахматист, гроссмейстер, один из сильнейших в начале XX века.